# Le Thillot
Le Thillot és un municipi francès, situat al departament dels Vosges i a la regió del Gran Est. L'any 2007 tenia 3.760 habitants.

## Demografia

### Població
El 2007 la població de fet de Le Thillot era de 3.760 persones. Hi havia 1.587 famílies, de les quals 549 eren unipersonals (209 homes vivint sols i 340 dones vivint soles), 483 parelles sense fills, 398 parelles amb fills i 157 famílies monoparentals amb fills.
La població ha evolucionat segons el següent gràfic:
Habitants censats

### Habitatges
El 2007 hi havia 1.919 habitatges, 1.616 eren l'habitatge principal de la família, 81 eren segones residències i 222 estaven desocupats. 1.004 eren cases i 912 eren apartaments. Dels 1.616 habitatges principals, 842 estaven ocupats pels seus propietaris, 728 estaven llogats i ocupats pels llogaters i 47 estaven cedits a títol gratuït; 17 tenien una cambra, 146 en tenien dues, 322 en tenien tres, 422 en tenien quatre i 708 en tenien cinc o més. 1.269 habitatges disposaven pel capbaix d'una plaça de pàrquing. A 808 habitatges hi havia un automòbil i a 416 n'hi havia dos o més.

### Piràmide de població
La piràmide de població per edats i sexe el 2009 era:
| Homes | Edats   | Dones |
| ----- | ------- | ----- |
| 4     | 95 o +  | 16    |
| 16    | 90 a 94 | 56    |
| 24    | 85 a 89 | 88    |
| 16    | 80 a 84 | 60    |
| 80    | 75 a 79 | 108   |
| 112   | 70 a 74 | 132   |
| 68    | 65 a 69 | 140   |
| 120   | 60 a 64 | 148   |
| 108   | 55 a 59 | 68    |
| 108   | 50 a 54 | 116   |
| 108   | 45 a 49 | 128   |
| 136   | 40 a 44 | 124   |
| 148   | 35 a 39 | 120   |
| 128   | 30 a 34 | 132   |
| 120   | 25 a 29 | 120   |
| 72    | 20 a 24 | 76    |
| 108   | 15 a 19 | 144   |
| 120   | 10 a 14 | 116   |
| 152   | 5 a 9   | 76    |
| 92    | 0 a 4   | 120   |

## Economia
El 2007 la població en edat de treballar era de 2.214 persones, 1.557 eren actives i 657 eren inactives. De les 1.557 persones actives 1.344 estaven ocupades (783 homes i 561 dones) i 213 estaven aturades (94 homes i 119 dones). De les 657 persones inactives 226 estaven jubilades, 159 estaven estudiant i 272 estaven classificades com a «altres inactius».

### Ingressos
El 2009 a Le Thillot hi havia 1.595 unitats fiscals que integraven 3.629,5 persones, la mediana anual d'ingressos fiscals per persona era de 14.960 €.

### Activitats econòmiques
Dels 217 establiments que hi havia el 2007, 3 eren d'empreses extractives, 3 d'empreses alimentàries, 2 d'empreses de fabricació de material elèctric, 19 d'empreses de fabricació d'altres productes industrials, 30 d'empreses de construcció, 51 d'empreses de comerç i reparació d'automòbils, 5 d'empreses de transport, 17 d'empreses d'hostatgeria i restauració, 17 d'empreses financeres, 9 d'empreses immobiliàries, 13 d'empreses de serveis, 31 d'entitats de l'administració pública i 17 d'empreses classificades com a «altres activitats de serveis».
Dels 68 establiments de servei als particulars que hi havia el 2009, 1 era una oficina d'administració d'Hisenda pública, 1 gendarmeria, 1 oficina de correu, 7 oficines bancàries, 3 funeràries, 3 tallers de reparació d'automòbils i de material agrícola, 1 taller d'inspecció tècnica de vehicles, 1 establiment de lloguer de cotxes, 3 autoescoles, 7 paletes, 4 guixaires pintors, 5 fusteries, 2 lampisteries, 5 electricistes, 1 empresa de construcció, 7 perruqueries, 1 veterinari, 12 restaurants, 1 agència immobiliària, 1 tintoreria i 1 saló de bellesa.
Dels 26 establiments comercials que hi havia el 2009, 3 eren supermercats, 1 un supermercat, 2 botiges de menys de 120 m², 3 fleques, 1 una fleca, 1 una peixateria, 4 botigues de roba, 4 botigues d'equipament de la llar, 1 una botiga d'equipament de la llar, 2 botigues d'electrodomèstics, 2 botigues de material esportiu, 1 una perfumeria i 1 una joieria.
L'any 2000 a Le Thillot hi havia 17 explotacions agrícoles que ocupaven un total de 402 hectàrees.

## Equipaments sanitaris i escolars
El 2009 hi havia 1 hospital de tractaments de mitja durada (seguiment i rehabilitació), 1 un hospital de tractaments de llarga durada, 3 farmàcies i 2 ambulàncies.
El 2009 hi havia 1 escola maternal i 2 escoles elementals. Le Thillot disposava d'un col·legi d'educació secundària amb 539 alumnes.

## Poblacions properes
El següent diagrama mostra les poblacions més properes.